# Viaggio di un naturalista intorno al mondo
Viaggio di un naturalista intorno al mondo (in inglese The Voyage of the Beagle), pubblicato in Italia anche con i titoli Diario di un naturalista giramondo e Il viaggio meraviglioso di Charles Darwin, è il primo libro di Charles Darwin, pubblicato nel 1839. Quest'opera racconta il diario delle osservazioni scientifiche di Darwin durante il suo viaggio intorno al mondo a bordo della HMS Beagle, tra il 1831 e il 1836, un'esperienza che Darwin stesso definì come "l'evento più importante della sua vita" e che influenzò profondamente la sua carriera scientifica.
Il Viaggio di un naturalista intorno al mondo è una delle opere più significative di Charles Darwin, fondamentale per comprendere non solo i suoi studi scientifici, ma anche il suo processo di formazione intellettuale e il suo contributo alla scienza moderna. La combinazione di osservazioni scientifiche e narrazione di viaggio rende quest'opera unica, e ancora oggi continua ad essere letta e apprezzata da studiosi, naturalisti e appassionati di storia delle scienze.

## Storia
La spedizione del Beagle, sotto il comando di Robert FitzRoy, aveva come scopo principale l'esplorazione cartografica e geologica, ma per Darwin fu un'opportunità unica di osservare una straordinaria varietà di ecosistemi, specie animali e piante. Durante il viaggio, Darwin raccolse campioni, annotò osservazioni e iniziò a mettere in discussione il paradigma creazionista dominante dell’epoca, che vedeva le specie come immutabili e create perfettamente per adattarsi ai loro ambienti.
Inizialmente, l'opera fu pubblicata come parte della Narrative of the Voyages of H.M. Ships Adventure and Beagle, curata dal capitano Robert Fitzroy, e apparve come il terzo volume della serie nel 1839. La versione originale del diario era intitolata Journal of Researches into the Geology and Natural History of the Various Countries Visited by H.M.S. Beagle, ma nel corso degli anni il titolo subì diverse modifiche, fino ad arrivare alla versione definitiva, The Voyage of the Beagle, che è oggi il titolo più conosciuto.
Nel 1845, l'opera venne ristampata con il titolo A Naturalist's Voyage Round the World, contenente una revisione del testo originale. Durante il processo di revisione, Darwin modificò il contenuto, omettendo alcune sezioni e aggiungendo nuove osservazioni. Il libro divenne un successo editoriale e fu pubblicato in diverse edizioni, con numerose ristampe fino all'inizio del Novecento.
Come Darwin ricordò più tardi nella sua autobiografia
proseguì scrivendo

## Contenuto
Il Viaggio di un naturalista intorno al mondo non si limita a descrivere i luoghi visitati da Darwin, ma offre una ricca panoramica delle sue osservazioni scientifiche, in particolare riguardo alla geologia, alla biologia e alla fauna dei vari luoghi esplorati. Tra le destinazioni principali, Darwin visitò le isole Galápagos, un luogo che in seguito sarebbe diventato fondamentale per lo sviluppo della sua teoria sull'evoluzione per selezione naturale.
L'opera è anche un'importante testimonianza della metodologia scientifica di Darwin, in cui la curiosità e l'osservazione diretta del mondo naturale giocano un ruolo centrale. Sebbene il libro contenga descrizioni geologiche e naturalistiche, è anche un racconto di viaggio, ricco di aneddoti, impressioni personali e riflessioni filosofiche.

### Struttura
Per rendere il libro più leggibile, i capitoli sono organizzati geograficamente piuttosto che in un'esatta sequenza cronologica dei luoghi visitati o rivisitati da Darwin. I titoli principali (e, in alcuni casi, i sottotitoli) di ciascun capitolo forniscono una buona idea di dove si sia recato, ma non l'ordine esatto.
L'elenco seguente si basa sul Journal and Remarks del 1839.
Nella seconda edizione, il Journal of Researches del 1845, i capitoli VIII e IX furono uniti in un nuovo capitolo VIII intitolato "Banda Orientale e Patagonia", e il capitolo IX incluse "Santa Cruz, Patagonia e le Isole Falkland". Dopo il capitolo X sulla Terra del Fuoco, il capitolo XI ricevette il titolo rivisto "Stretto di Magellano–Clima delle coste meridionali". I capitoli seguenti furono rinumerati di conseguenza. Il capitolo XIV fu intitolato "Chiloe e Concepcion: Grande terremoto", mentre il capitolo XX ricevette il titolo "Isola di Keeling:–Formazioni coralline", con il capitolo conclusivo XXI che mantenne il titolo "Da Mauritius all'Inghilterra".

## Impatto scientifico
Il viaggio segnò l’inizio del cambiamento intellettuale di Darwin, preparandolo a sviluppare la teoria dell'evoluzione. Le sue osservazioni lo portarono a comprendere che le specie non sono immutabili, ma si adattano e si diversificano nel tempo attraverso processi naturali come l’isolamento geografico e la selezione.

### Sud America
Darwin studiò la geologia delle Ande, osservando fossili marini a grandi altitudini, che dimostravano il sollevamento della crosta terrestre. Notò anche differenze tra la flora e la fauna dei due versanti della catena montuosa, collegandole a cambiamenti ambientali e geografici. In Patagonia e nelle Pampas, scoprì fossili di grandi mammiferi estinti, simili ma non identici a specie viventi, suggerendo una continuità tra forme di vita passate e presenti.

### Isole Galápagos
L’arcipelago fu cruciale per le sue osservazioni. Darwin notò che le specie di fringuelli e mimidi variavano da un’isola all’altra, pur mostrando somiglianze con quelle del continente sudamericano. Questo suggeriva che le specie si fossero diversificate dopo essersi isolate geograficamente. Anche la flora e la fauna dell’arcipelago mostravano una chiara affinità con il Sud America, rafforzando l’idea di una discendenza comune.

### Barriere coralline
Studiando i coralli nell’Oceano Pacifico e a Keeling Atoll, Darwin formulò una teoria sull’evoluzione delle barriere coralline, spiegando come si formino attraverso il graduale sprofondamento di isole tropicali. Questa intuizione rappresentò un modello per la sua futura teoria sull’evoluzione biologica.

### Uccelli in Cile
Specie come i tapacoli e i turcos, osservati in ambienti diversi ma con forti somiglianze, suggerivano una discendenza comune nonostante le differenze ambientali. Queste osservazioni, insieme a quelle dei fringuelli delle Galápagos, lo portarono a dubitare dell’immutabilità delle specie.

## Influenza e ricezione
Nel paragrafo finale dell'opera, Darwin scrive:
Il Viaggio di un naturalista intorno al mondo è stato uno dei libri più letti di Darwin, e ha avuto un impatto significativo sia sul pubblico che sulla comunità scientifica. La sua importanza risiede non solo nei contributi scientifici, ma anche nel modo in cui Darwin racconta il suo viaggio, facendo luce sul suo sviluppo intellettuale e sulla sua crescente comprensione delle teorie evolutive.
L'opera ha avuto numerose edizioni e traduzioni in molte lingue, e ha influenzato anche le generazioni successive di scienziati, tra cui quelli che hanno contribuito alla teoria dell'evoluzione e alla biogeografia.

## Edizioni successive
L'opera è stata continuamente ristampata e rielaborata. La seconda edizione, pubblicata nel 1845, presenta diverse modifiche e una riduzione del numero di parole. L'edizione del 1890, una versione illustrata, è particolarmente nota per le numerose illustrazioni e mappe che accompagnano il testo. Nel 1860, l'edizione finale aggiunse un post scriptum che riassumeva alcune delle scoperte scientifiche più recenti di Darwin.
L'opera è stata tradotta in numerose lingue e, benché non contenesse idee rivoluzionarie per quanto riguarda la teoria dell'evoluzione, ha giocato un ruolo cruciale nell'introduzione delle idee darwiniane al grande pubblico.

## Edizioni
- (EN) Charles Darwin, Journal and remarks (1832-1836), in Robert Fitzroy, The narrative of the voyages of H.M. Ships Adventure and Beagle, London, Colburn, 1839.
- (EN) Journal of researches into the geology and natural history of the various countries visited by H.M.S. Beagle, London, Colburn, 1839.
- (EN) Journal of researches into the natural history and geology of the countries visited during the voyage of H.M.S. Beagle round the world, London, Colburn, 1845.

### Edizioni in italiano
- Viaggio di un naturalista intorno al mondo, traduzione di Michele Lessona, Torino, UTET, 1872.
- Viaggio di un naturalista intorno al mondo, traduzione di Mario Magistretti, Milano, Aldo Martello, 1959. - Giunti-Martello, Firenze, 1982.
- Viaggio di un naturalista intorno al mondo. Autobiografia. Lettere (1831-1836), a cura di Pietro Omodeo, Milano, Feltrinelli, 1967.
  -  Viaggio di un naturalista intorno al mondo, A cura di Paolo Costa, Collana Universale Economica.I Classici n.2203, Feltrinelli, 2009, ISBN 978-88-07-82203-2.
- Viaggio di un naturalista intorno al mondo, a cura di Maria Vegni Talluri, Firenze, La Nuova Italia, 1972.
- Viaggio di un naturalista intorno al mondo, traduzione di Mario Magistretti, introduzione di Franco Marenco, a cura di Luca Lamberti, Collana i millenni, Torino, Einaudi, 1989, ISBN 978-88-06-11646-0. - Collana ET Saggi, Einaudi, 2004-2017, ISBN 978-88-06-23486-7.
- Viaggio di un naturalista intorno al mondo, traduzione di Antonio Santilli, Introduzione di Pino Cacucci, Roma, Newton Compton, 2008-2017, ISBN 978-88-541-0998-8.